# Diplocoelus rudis
Diplocoelus rudis är en skalbaggsart som först beskrevs av Leconte 1863.  Diplocoelus rudis ingår i släktet Diplocoelus och familjen dynsvampbaggar. Inga underarter finns listade i Catalogue of Life.